# 京楽産業ホールディングス
株式会社京楽産業ホールディングス（きょうらくさんぎょうホールディングス、英: Kyoraku Industrial Holdings Co.,Ltd.）は、愛知県名古屋市瑞穂区（登記上の本店は名古屋市天白区）に本社を置くパチンコメーカー京楽産業.をはじめとする総合エンタテインメント企業グループの持株会社である。

## 概要
パチンコメーカー京楽産業.をはじめとする総合エンタテインメント企業グループの持株会社としてグループの経営管理および著作権、著作隣接権、工業所有権、ノウハウその他の知的財産権の管理などを行っているだけでなく、創業時からの事業である、京楽産業.のパチンコ機のシミュレータゲームの企画・開発を行う事業部門を持つ。

## 沿革
- 1983年（昭和58年）8月2日 - 「株式会社榎本」として設立。
- 1995年（平成7年）10月 - 有限会社丸善を吸収合併。
- 1996年（平成 8年） 4月 - 「株式会社ハックベリー」に商号を変更。
- 2006年（平成18年） 9月 - 「株式会社京楽産業ホールディングス」に商号を変更。

## 事業所
- 本社（名古屋市瑞穂区）
- 開発室（名古屋市瑞穂区）

## グループ会社
- 京楽産業.株式会社
- 株式会社オッケー.（旧・まさむら遊機）
- 京楽ピクチャーズ．株式会社
- ニッコウ電機株式会社
- 株式会社京楽
- 株式会社太陽
- 株式会社とらや
- 京楽エンタテインメント・リテイルズ株式会社（旧・京楽栄開発）
- 株式会社リイカ